# Charaxes marginatus
Charaxes marginatus är en fjärilsart som beskrevs av Rothschild 1903. Charaxes marginatus ingår i släktet Charaxes och familjen praktfjärilar. Inga underarter finns listade i Catalogue of Life.